# Fakta nebo fikce
Fakta nebo fikce (též Fakta X, v anglickém originále Fact or Faked: Paranormal Files) je americký paranormálně-investigativní dokumentární seriál produkovaný společností Base Productions. Seriál vysílá od roku 2010 americká televizí stanice SyFy. V Česku seriál v minulosti vysílala televizní stanice Prima Cool.

## Obsazení
| - Ben Hanesn - Vedoucí týmu - Jael de Pardo - Novinář - Bill Murphy - Vedoucí vědec - Austin Porter - Kaskadér - Lanisha Cole - Fotografka - David Marble - Technický specialista | - Larry Caughlan - Specialista na efekty - Chi-Lan Lieu - Specialista na fotografování - Josh Gates - Vyšetřovatel, host z Dobyvatelé ztracené pravdy - Kofi Kingston - Wrestler |

## Formát
Každá epizoda byla rozdělena na dva hlavní případy, kterými se zabývala větší část týmu po celou délku epizody, a menšími případy, obvykle videi nalezenými na Internetu, která sloužila jako výplň mezi jednotlivými segmenty v rámci hlavních případů.
V první polovině druhé řady byl do prostředku epizody zařazen prvek "Vy rozhodnete", který se tázal diváků, zda považují představené záběry za pravdivé, či zfalšované. Po reklamní přestávce pak byla odhalena správná odpověď.